# 南闸镇
南闸镇，是中华人民共和国江苏省淮安市淮安区下辖的一个乡镇级行政单位。

## 行政区划
南闸镇下辖以下地区：
新河头社区、柏庄村、渔民村、中太村、新太村、林南村、戴湾村、泾河村、戴庄村、新兴村和姚庄村。